# Amar Singh Sokhi
Amar Singh Sokhi (* 2. Juli 1935; † vor 2022) war ein indischer Radrennfahrer und nationaler Meister im Radsport.

## Sportliche Laufbahn
Amar Singh Sokhi war im Straßenradsport und im Bahnradsport aktiv. Er war Teilnehmer der Olympischen Sommerspiele 1964 in Tokio. Im Mannschaftszeitfahren schied Indien mit Amar Singh Billing, Dalbir Singh Gill, Chetan Singh Hari und Amar Singh Sokhi aus dem Rennen aus. In der Einerverfolgung und in der Mannschaftsverfolgung schied er jeweils in der Vorrunde aus. Zweimal gewann er die nationale Meisterschaft in der Einerverfolgung.
1960 startete er bei den Straßenradsport-Weltmeisterschaften auf dem Sachsenring.

## Berufliches
Nach seiner aktiven Laufbahn wurde er Trainer und Funktionär im Radsport. 1982 war er Organisationsleiter der Radsportwettbewerbe der Asienspiele. Gemeinsam mit dem Trainer Werner Fritzsche aus der DDR betreute er die indischen Radrennfahrer in den 1980er Jahren bei Auslandseinsätzen und arbeitete später als Trainer und Funktionär im Radsport.